# 细叶白头翁
细叶白头翁（学名：Pulsatilla turczaninovii）为毛茛科白头翁属下的一个种。

## 扩展阅读
- 維基物種上的相關：细叶白头翁